# Pécs Lexikon
Pécs Lexikon Pécs városát bemutató kétkötetes lexikon, amelynek a kiadását az EKF évére, vagyis 2010-re időzítették. A lexikon 4600 szócikket, 2600 képet és a mellékelt DVD-n 32 filmrészletet tartalmaz. Kiadója a Pécs Lexikon Kulturális Nonprofit Kft."f.a." (felszámolás alatt áll.)

## Története
A lexikon ötlete a Pécs-Baranyai Kereskedelmi és Iparkamarától származott.
2007 decemberében megalakult a Pécs Lexikon Konzorcium. Kezdetben 13 szakszerkesztője volt a lexikonban, de a befejezést már csak heten vállalták. 2009 márciusában befejezték a lexikon szerkezeti rendszerének kialakítását, majd eldöntötték az egyes cikkek karakterszámát. Korlátozták az élő személyek számát is, méghozzá úgy, hogy a 60 év alatti személyek nem szerepelnek benne, kivéve a sportolókat és balett táncosokat. A lexikon a kereskedelem, az ipar, az oktatás, a közélet, az építészet, a színház, a botanika, az irodalom, a zene, a képzőművészet, a zoológia, a geológia, a vendéglátás területére terjed ki.